# چاه نیک‌محمد گمشادزهی
چاه نیک محمد گمشادزهی روستایی در دهستان تهلاب بخش ریگ ملک شهرستان میرجاوه استان سیستان و بلوچستان ایران است.

## جمعیت
بر پایه سرشماری عمومی نفوس و مسکن در سال ۱۳۹۵ جمعیت این مکان ۶۵ نفر (۱۶خانوار) بوده‌است.